# Myriam de Liniers
Myriam de Liniers del Portillo (Madrid 1957) es una gestora cultural española especializada en fotografía.

## Trayectoria profesional
Comisaria de exposiciones y responsable de Tresendin Talleres de Arte cuyo fin consiste en crear un espacio para artistas con cursos y residencia de fotografía, literatura, cine, música, pintura, escultura, y landart. Ha comisariado exposiciones en el Museo Reina Sofía de Madrid, Instituto Cervantes, Comunidad de Madrid, La Casa Encendida, Antiguo MEAC, museos en numerosas ciudades de España, Asia, Europa, Sudamérica. Fundadora de Photobolsillo. Dirigió la Galería la Fábrica.
Ha sido co-comisaria de la exposición "España ayer y hoy, Escenarios, costumbres y protagonistas de un siglo", en ella se presentaron a través de 150 fotografías distintos aspectos de la vida de España a lo largo del siglo XX. Llevó a cabo este proyecto junto con Patricia Allende y Miguel Urabayen. Se presentó en el Museo Reina Sofía de Madrid, en las salas del Museo de Bellas Artes de la Consejería de Cultura de la Junta de Galicia, así como en el Centro Montehermoso de Vitoria en 2002  y en el Palacio Villardonpardo de Jaén.
Además ha comisariado entre otras, la exposición Album familiar de Gran Canaria.
La exposición Pintores de Galicia
En una entrevista en La Provincia, diario de Las Palmas define así la fotografía "La fotografía es una imagen que nos asoma al paso del tiempo y a la vez a la detención del tiempo" y "La fotografía evoca el pasado pero tambien el presente".